# Landtag Schwarzburg-Rudolstadt (1911–1912)
Dieser Artikel behandelt den Landtag Schwarzburg-Rudolstadt 1911–1912.

## Landtag
Die Landtagswahl fand am 10. November 1911 statt. Die SPD gewann drei Mandat und kam auf neun Abgeordnete und hatte damit eine absolute Mehrheit. Je drei Sitze gingen an konservative und nationalliberale Kandidaten. Ein Kandidat der Deutschen Fortschrittlichen Volkspartei wurde gewählt.
Als Abgeordnete wurden gewählt: 
| Name                              | Partei      | Wohnort       | Kurie             | Wahlkreis                        | Anmerkung |
| --------------------------------- | ----------- | ------------- | ----------------- | -------------------------------- | --------- |
| Friedrich Robert Crone            | DFVP        | Leutenberg    | Allgemeine Wahlen | Leutenberg                       |           |
| Heinrich Ernst Emil Finke         | SPD         | Frankenhausen | Allgemeine Wahlen | Frankenhausen I                  |           |
| Johann Friedrich Frötscher        | SPD         | Könitz        | Allgemeine Wahlen | Königsee I                       |           |
| Robert Ludwig Johannes Gräf       | NLP         | Frankenhausen | Höchstbesteuerte  | Landratsamtsbezirk Frankenhausen |           |
| Ernst Emil Hartmann               | SPD         | Rudolstadt    | Allgemeine Wahlen | Rudolstadt I                     |           |
| Maximilian Kaiser                 | SPD         | Sitzendorf    | Allgemeine Wahlen | Katzhütte                        |           |
| Wilhelm Carl Robert Kämmerer      | kons.       | Ringleben     | Allgemeine Wahlen | Frankenhausen II                 |           |
| Hermann Berthold Kirsten          | kons.       | Zeigerheim    | Allgemeine Wahlen | Blankenburg                      |           |
| Christian Eduard Krauße           | SPD         | Rudolstadt    | Allgemeine Wahlen | Rudolstadt II                    |           |
| August Viktor Krieger             | kons. (BdL) | Großhettstedt | Höchstbesteuerte  | Landratsamtsbezirk Rudolstadt II |           |
| Ernst Louis Ali Oswald            | SPD         | Blankenburg   | Allgemeine Wahlen | Königsee II                      |           |
| Friedrich August Riedeler         | NLP         | Königsee      | Höchstbesteuerte  | Landratsamtsbezirk Königsee      |           |
| Wilhelm Alwin Rosenbusch          | SPD         | Cursdorf      | Allgemeine Wahlen | Oberweißbach                     |           |
| August Albin Albert Scholl        | SPD         | Königsee      | Allgemeine Wahlen | Ilm                              |           |
| Johannes Paul Franz Eduard Sommer | NLP         | Rudolstadt    | Höchstbesteuerte  | Landratsamtsbezirk Rudolstadt I  |           |
| Franz August Wilhelm Winter       | SPD         | Frankenhausen | Allgemeine Wahlen | Schlotheim                       |           |

Der Landtag wählte unter Alterspräsident Viktor Krieger seinen Vorstand. Landtags-Director (Parlamentspräsident) wurde mit Franz Winter erstmals ein Sozialdemokrat. Als Stellvertreter wurde Emit Hartmann gewählt.
Der Landtag kam zwischen dem 22. Februar 1912 und dem 4. März 1912 zu 4 öffentlichen Plenarsitzungen in einer ordentlichen Sitzungsperiode zusammen. In der Plenarsitzung vom 4. März 1912 wurde der Landtag durch den Staatsminister aufgrund eines Dekretes des Fürsten vom 2. März 1912 aufgelöst.